# Iași Open 2025
Iași Open 2025 byl smíšený tenisový turnaj mužského okruhu ATP Challenger Tour a ženského okruhu WTA Tour, hraný v areálu Baza sportiva Ciric (sportovní základna Ciric). Šestý ročník mužského a čtvrtý ženského turnaje Iași Open probíhal mezi 7. a 20. červencem 2025 v rumunských Jasech na antukových dvorcích.
Mužská polovina nazvaná Concord Iași Open 2025, s rozpočtem 145 250 eur, byla hrána mezi 7. a 13. červencem 2025 v druhé nejvyšší challengerové kategorii 100. Ženská část pojmenovaná UniCredit Iași Open 2025, a dotací 239 212 eur, navázala od 14. do 20. července 2025 v kategorii WTA 250. Titulárním partnerem ženské události podruhé byla mezinárodní bankovní skupina UniCredit.
Nejvýše nasazenými singlisty se stali sedmdesátý devátý hráč světa a obhájce titulu Hugo Dellien z Bolívie, a světová třiapadesátka Elina Avanesjanová z Arménie. Jako poslední přímí účastníci do dvouher nastoupili italský 254. tenista pořadí Francesco Maestrelli a 135. žena klasifikace Victoria Jiménezová Kasintsevaová z Andorry. V důsledku invaze Ruska na Ukrajinu na konci února 2023 řídící organizace tenisu ATP, WTA a ITF s grandslamy rozhodly, že ruští a běloruští tenisté mohli dále na okruzích startovat, ale do odvolání nikoli pod vlajkami Ruska a Běloruska.
Šestou trofej z dvouhry okruhu WTA Tour vybojovala 34letá Rumunka  Irina-Camelia Beguová. V následném vydání žebříčku se vrátila do první světové stovky, na 82. místo. Třetí singlový challenger vyhrál 22letý Dán Elmer Møller poté, co ve finále odvrátil pět mečbolů. Druhou párovou trofej z challengerové čtyřhry si odvezli Poláci Szymon Kielan a Filip Pieczonka. První kariérní tituly na okruhu WTA vyhrály v deblu Slovinka Veronika Erjavecová s Maďarkou Pannou Udvardyovou.

## Rozdělení bodů a finančních odměn

### Rozdělení bodů
| Soutěž       | Soutěž       | vítězové | finalisté | semifinalisté | čtvrtfinalisté | 16 v kole | 32 v kole | Q  | Q2 | Q1 |
| ------------ | ------------ | -------- | --------- | ------------- | -------------- | --------- | --------- | -- | -- | -- |
| dvouhra mužů | [ 3 ] [ 11 ] | 100      | 50        | 25            | 14             | 7         | 0         | 4  | 2  | 0  |
| čtyřhra mužů | [ 12 ]       | 100      | 60        | 36            | 20             | 0         | —         | —  | —  | —  |
| dvouhra žen  | [ 4 ] [ 13 ] | 250      | 163       | 98            | 54             | 30        | 1         | 18 | 12 | 1  |
| čtyřhra žen  | [ 14 ]       | 250      | 163       | 98            | 54             | 1         | —         | —  | —  | —  |

### Finanční odměny
| Soutěž                                  | Soutěž       | vítězové | finalisté | semifinalisté | čtvrtfinalisté | 16 v kole | 32 v kole | Q2      | Q1      |
| --------------------------------------- | ------------ | -------- | --------- | ------------- | -------------- | --------- | --------- | ------- | ------- |
| dvouhra mužů                            | [ 3 ] [ 11 ] | 20 630 € | 12 110 €  | 7 225 €       | 4 195 €        | 2 450 €   | 1 515 €   | 700 €   | 350 €   |
| dvouhra žen                             | [ 4 ] [ 13 ] | 31 565 € | 18 685 €  | 10 410 €      | 5 925 €        | 3 624 €   | 2 585 €   | 1 915 € | 1 235 € |
| čtyřhra mužů                            | [ 12 ]       | 7 220 €  | 4 180 €   | 2 520 €       | 1 470 €        | 840 €     | —         | —       | —       |
| čtyřhra žen                             | [ 14 ]       | 11 470 € | 6 460 €   | 3 700 €       | 2 210 €        | 1 700 €   | —         | —       | —       |
| částky ve čtyřhrách jsou uvedeny na pár |              |          |           |               |                |           |           |         |         |

## Mužská dvouhra

### Nasazení
| Stát                          | Hráč                  | ATP  | Nasazení |
| ----------------------------- | --------------------- | ---- | -------- |
| Bolívie                       | Hugo Dellien          | 79.  | 1.       |
| Francie                       | Hugo Gaston           | 86.  | 2.       |
| Španělsko                     | Carlos Taberner       | 102. | 3.       |
| Dánsko                        | Elmer Møller          | 117. | 4.       |
| Brazílie                      | Felipe Meligeni Alves | 145. | 5.       |
| Švýcarsko                     | Stan Wawrinka         | 153. | 6.       |
| Francie                       | Calvin Hemery         | 178. | 7.       |
| Chorvatsko                    | Duje Ajduković        | 183. | 8.       |
| Žebříček ATP k 30 červnu 2025 |                       |      |          |

### Jiné formy účasti
Následující hráči obdrželi divokou kartu:
- Cezar Crețu
- Luca Preda
- Stan Wawrinka

Následující hráči nastoupil pod žebříčkovou ochranou:
- Pablo Llamas Ruiz

Následující hráči nastoupili jako náhradníci: 
- Frederico Ferreira Silva
- João Lucas Reis da Silva
- Matías Soto

Následující hráči postoupili z kvalifikace:
- Radu Albot
- Sebastian Gima
- Matheus Pucinelli de Almeida
- Oriol Roca Batalla
- Marko Topo
- Michael Vrbenský

## Mužská čtyřhra

### Nasazení
| Stát                                                                                    | Hráč               | Stát      | Hráč                   | ATP  | Nasazení |
| --------------------------------------------------------------------------------------- | ------------------ | --------- | ---------------------- | ---- | -------- |
| Kanada                                                                                  | Cleeve Harper      | USA       | Ryan Seggerman         | 168. | 1.       |
| USA                                                                                     | George Goldhoff    | Francie   | Grégoire Jacq          | 180. | 2.       |
| Indie                                                                                   | Ardžun Kadhe       | Indie     | Vidžaj Sundar Prašanth | 205. | 3.       |
| Rumunsko                                                                                | Victor Vlad Cornea | Španělsko | Sergio Martos Gornés   | 249. | 4.       |
| Žebříček ATP k 30. červnu 2025; číslo je součtem žebříčkového postavení obou členů páru |                    |           |                        |      |          |

### Jiné formy účasti
Následující páry obdržely divokou kartu:
- Hugo Gaston /  Daniel Uta
- Cezar Crețu /  Nicholas David Ionel

## Ženská dvouhra

### Nasazení
| Stát                           | Hráčka                    | WTA  | Nasazení |
| ------------------------------ | ------------------------- | ---- | -------- |
| Arménie                        | Elina Avanesjanová        | 49.  | 1.       |
| Rumunsko                       | Jaqueline Cristianová     | 52.  | 2.       |
| USA                            | Ann Liová                 | 65.  | 3.       |
| Španělsko                      | Nuria Párrizasová Díazová | 82.  | 4.       |
| Francie                        | Varvara Gračovová         | 92.  | 5.       |
| Švýcarsko                      | Jil Teichmannová          | 93.  | 6.       |
| Rumunsko                       | Irina-Camelia Beguová     | 115. | 7.       |
| Spojené království             | Francesca Jonesová        | 122. | 8.       |
| Žebříček WTA k 30. červnu 2025 |                           |      |          |

### Jiné formy účasti
Následující hráčky obdržely divokou kartu:
- Ana Bogdanová
- Miriam Bulgaruová
- Andreea Prisăcariuová
- Patricia Maria Țigová

Následující hráčky nastoupily pod žebříčkovou ochranou:
- Mihaela Buzărnescuová
- Anastasija Sevastovová

Následující hráčky postoupily z kvalifikace:
- Irene Burillová
- Alicia Herrerová Liñanová
- Darija Lodikovová
- Giulia Safinová Popová
- Margaux Rouvroyová
- Anna Sisková

### Odhlášení
před zahájením turnaje
- Sára Bejlek → nahradila ji  Guiomar Maristanyová
- Lucia Bronzettiová → nahradila ji  Jana Fettová
- Elisabetta Cocciarettová → nahradila ji  Mihaela Buzărnescuová
- Léolia Jeanjeanová → nahradila ji  Veronika Erjavecová
- Danka Kovinićová → nahradila ji  Katarzyna Kawaová
- Alycia Parksová → nahradila ji  Nao Hibinová
- Maria Sakkariová → nahradila ji  Sorana Cîrsteaová
- Anca Todoniová → nahradila ji  Panna Udvardyová

## Ženská čtyřhra

### Nasazení
| Stát                                                                                    | Hráčka             | Stát       | Hráčka               | WTA  | Nasazení |
| --------------------------------------------------------------------------------------- | ------------------ | ---------- | -------------------- | ---- | -------- |
|                                                                                         | Iryna Šymanovičová | Česko      | Anna Sisková         | 148. | 1.       |
| USA                                                                                     | Quinn Gleasonová   | Brazílie   | Ingrid Martinsová    | 150. | 2.       |
| Spojené království                                                                      | Emily Appletonová  | Nizozemsko | Isabelle Haverlagová | 175. | 3.       |
| Polsko                                                                                  | Maja Chwalińská    | Česko      | Anastasia Dețiuc     | 187. | 4.       |
| Žebříček WTA k 30. červnu 2025; číslo je součtem žebříčkového postavení obou členů páru |                    |            |                      |      |          |

### Jiné formy účasti
Následující páry obdržely divokou kartu:
- Ana Bogdanová /  Jil Teichmannová
- Georgia Crăciunová /  Andreea Prisăcariuová

## Přehled finále

### Mužská dvouhra
- Elmer Møller vs.  Titouan Droguet, 3–6, 6–1, 7–6(7–2)

### Ženská dvouhra
- Irina-Camelia Beguová vs.  Jil Teichmannová, 6−0, 7−5

### Mužská čtyřhra
- Szymon Kielan /  Filip Pieczonka vs.  Cleeve Harper /  Ryan Seggerman, 7–5, 6–3

### Ženská čtyřhra
- Veronika Erjavecová /  Panna Udvardyová vs.  María Lourdes Carléová /  Simona Waltertová, 7–5, 6–3